# Uljanik
Uljanik era una empresa de construcción naval en Pula, Croacia.

## Historia
Uljanik fue fundado en 1856, en la cuidadosamente seleccionada bahía de Pola (actual Pula), como astillero de la armada austro-veneciana (de 1867 a 1918, Armada austrohúngara). La primera piedra fue colocada el 9 de diciembre por la emperatriz Isabel de Austria, por lo que esta fecha se celebra como el aniversario del astillero, uno de los astilleros en funcionamiento más antiguos del mundo. Casi dos años después de colocar la primera piedra – el 5 de octubre de 1858, se botó el primer barco – SMS Kaiser, con un peso muerto de 5.194 toneladas, fue botado desde el atracadero. A esto siguió la construcción de 55 barcos de distintos tipos para la flota austrohúngara con un peso muerto total de 53.588 toneladas.[cita requerida]
Debe su nombre a un islote en el que antiguamente se cultivaban olivos y en la actualidad se encuentran allí los talleres de acero y fabricación de cascos. Se ha conservado un olivo como símbolo.
En el largo período de trabajo continuo, el astillero ha pasado por varios momentos de desarrollo. De 1918 a 1943, mientras estuvo bajo control italiano, se dedicó a la reparación, atraque y corte de barcos viejos. Después del armisticio italiano en septiembre de 1943, pasó a manos de las fuerzas navales alemanas. A partir de 1947 fue renovado bajo la República Federal Popular de Yugoslavia. Continuó con el atraque, reconstrucciones y reparación de barcos, mientras que el primer barco de nueva construcción se entregó en 1951. Con los VLCC-s, el astillero desarrolló la tecnología de construir el casco en dos partes y luego unirlas a flote. De esta forma, en el periodo de 1972 a 1976 se construyeron 11 barcos y, entre ellos, los de mayor tamaño, el Tarfala de 275.000 TPM para la empresa de Estocolmo Trafialtiebolaget Grangesberg, y el Kanchenjunga de 277.120 toneladas de peso muerto entregado a la empresa india, The Shipping Corporation of India en 1975.
En la República de Croacia, formada durante la guerra de independencia croata, se convierte en una sociedad anónima, continúa con la producción naval de diferentes barcos y en el segundo semestre de 1998 entra en el período de una gran reconstrucción tecnológica.
Desde 1947 hasta finales de 1998, Uljanik entregó 194 nuevas construcciones, por un total de más de 6 millones de TPM, a compradores de todos los continentes. Uljanik diseña, construye y fabrica todo tipo de barcos, entre los que se incluyen: Petroleros, cargas a granel, contenedores, camiones, vagones de ferrocarril, automóviles y pasajeros.
En 2015, la compañía naviera canadiense Algoma Central encargó a la empresa un total de cinco cargueros clase Equinox.
En diciembre de 2016, después de no pagar las nóminas, la empresa pidió ayuda al gobierno croata.
En enero de 2018, el astillero lanzó el yate Scenic Eclipse de seis estrellas y 228 pasajeros que entró en servicio ese mismo año.
Después de que el grupo Uljanik se declarara en quiebra a mediados de 2019, en enero de 2020 se decidió liquidar la empresa matriz, conservando inicialmente el lugar del astillero y el inventario. En Pula se ha fundado recientemente una empresa con el mismo nombre: Uljanik-Brodogradnja 1856 d.o.o. (en croata: Drustvo s Ogranicenom Odgovornoscu, lit. 'Sociedad de Responsabilidad Limitada')

## Barcos notables construidos en Uljanik
- SMS Kaiser (último navío de línea austriaco, de 92 cañones)
- MS Berge Vanga (petrolero noruego con bandera de Liberia)
- MS Berge Istra (petrolero noruego con bandera de Liberia)
- Scenic Eclipse (mega-yate de lujo)